# جون دير (شركة)
جون دير هي شركة أمريكية، يقع مقرها الرئيسي في مولين (إلينوي)؛ وهي متخصصة في تصنيع المعدات الزراعية بما في ذلك الجرارات والحصادات كحصادات الأعلاف، وكذلك ماكينات جز العشب. هذه الآلات يتم التعرف عليها بسهولة عن طريق لونها الأخضر الذي يمر به شريط أصفر اللون.

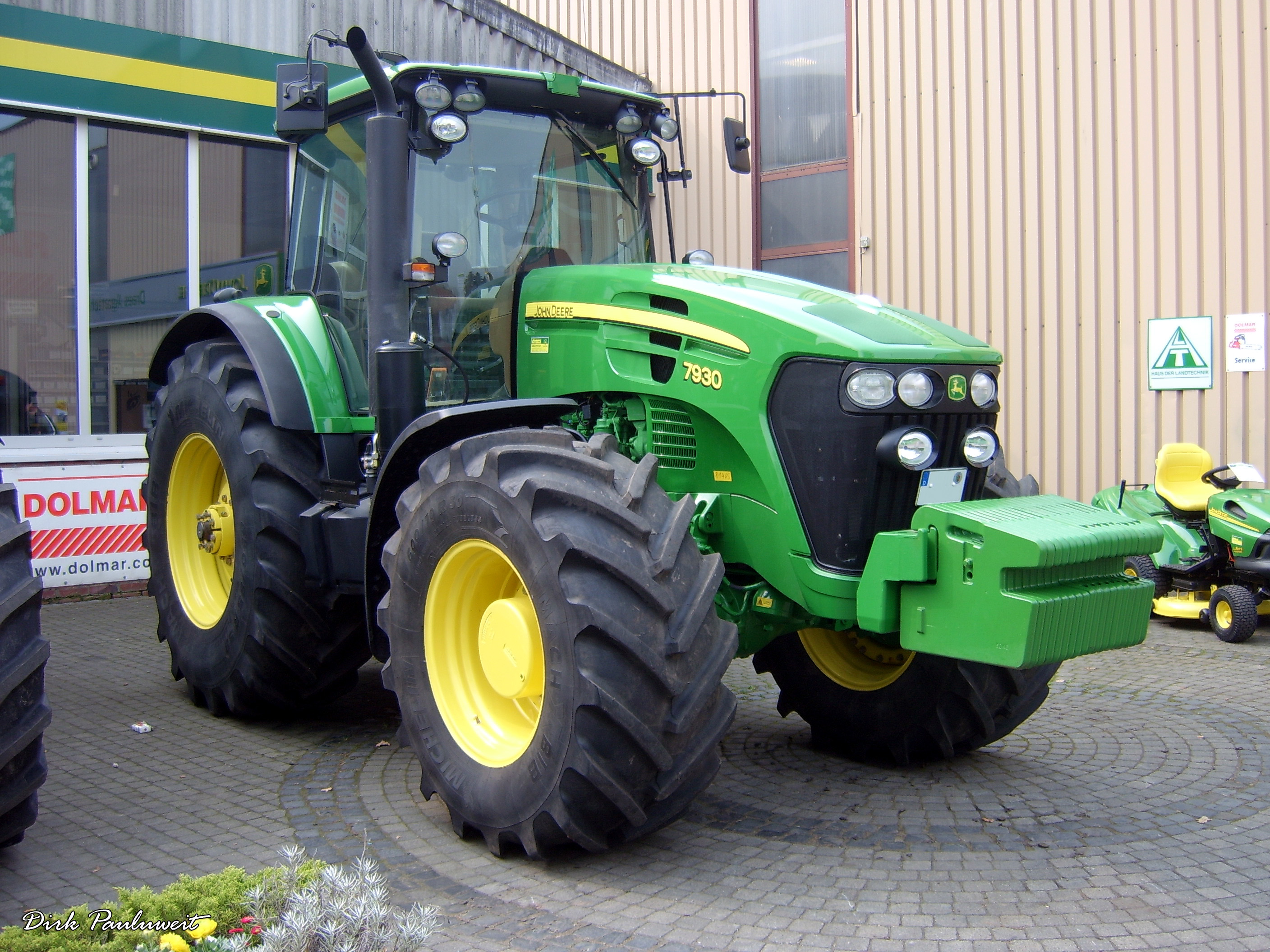
جرار من صنع الشركة

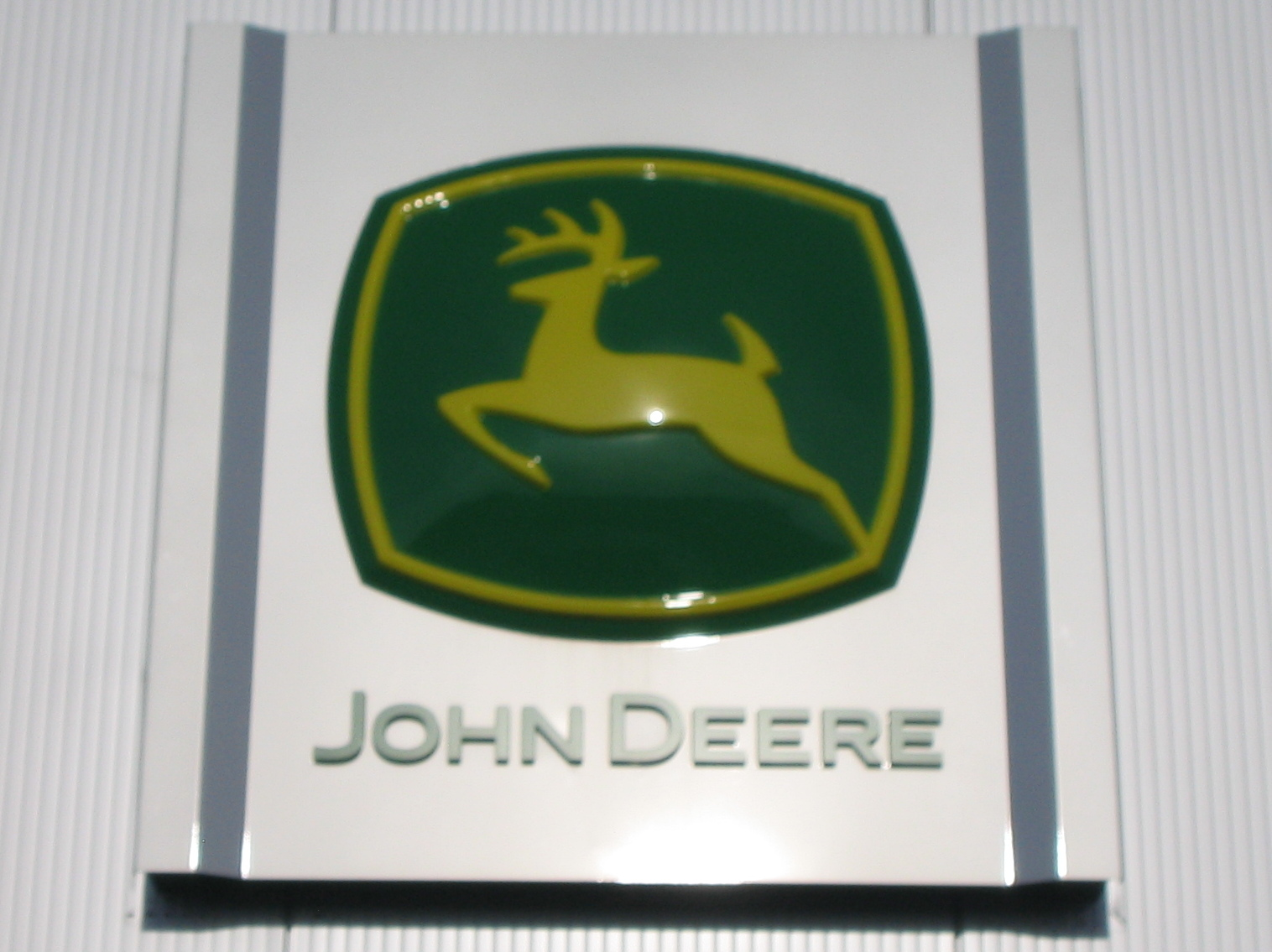
شعار الشركة على إحدى معداتها

## القرن 19

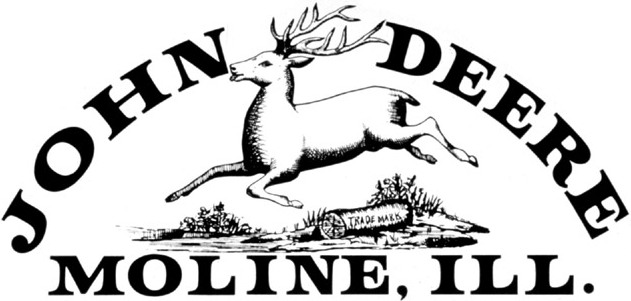
شعار جون دير المستخدم بين عامي 1876 و 1912.

بدأت شركة دير عندما انتقل جون دير، المولود في روتلاند، فيرمونت، الولايات المتحدة في 7 فبراير 1804، إلى غراند ديتور إلينوي في عام 1836 للهروب من الإفلاس في ولاية فيرمونت. افتتح دير بالفعل متجرًا مساحته 1378 قدمًا مربعًا (128 مترًا مربعًا) في جراند ديتور في عام 1837 مما سمح له بالعمل كتصليح عام في القرية بالإضافة إلى صانع أدوات مثل الشوك والمجارف. وكانت الأدوات مجرد بداية؛ بل كانت أداة اٍنّها. وكان العنصر الذي وضع له بعيدا عن المحراث الصلب الذاتي تجوب، الذي كان رائدا في عام 1837 عندما جون ديري الطراز من الصلب الإسكتلندي رأى شفرة في محراث. قبل محراث الصلب في ديري، استخدم معظم المزارعين المحراث الحديدي أو الخشبي الذي علقت به تربة الغرب الأوسط الغنية، لذلك كان لا بد من تنظيفها بشكل متكرر. وقد حل محراث الصلب السلس من جانب هذه المشكلة وساعد إلى حد كبير الهجرة إلى السهول الكبرى الأمريكية في القرن التاسع عشر وأوائل القرن العشرين.
كانت الطريقة التقليدية لممارسة الأعمال التجارية هي جعل المنتج كما وعندما تم طلبها. كان هذا النمط بطيئا جدا. كما أدرك ديري أن هذا لن يكون نموذجا تجاريا قابلا للتطبيق، وقال انه زيادة معدل الإنتاج عن طريق تصنيع المحراث قبل طرحها للبيع؛ هذا سمح للعملاء ليس فقط لمعرفة ما كانوا يشترون مسبقا ولكن أيضا سمح له العملاء لشراء منتجاته على الفور. بدأ كلمة من منتجاته في الانتشار بسرعة.
في عام 1842، دخل دير في شراكة تجارية مع ليونارد أندروس واشترى أرضاً لبناء مصنع جديد من طابقين على طول نهر الروك في إلينوي. أنتج هذا المصنع، المسمى «اندروس المحراث الشركة المصنعة»، حوالي 100 المحراث في عام 1842 وحوالي 400 المحراث خلال العام المقبل. انتهت شراكة ديري مع أندروس في عام 1848، وتم نقل دير إلى مولين، إلينوي للوصول إلى السكك الحديدية ونهر المسيسيبي. هناك، شكلت ديري شراكة مع روبرت تيت وجون غولد وبنت مصنعًا مساحته 1440 قدمًا مربعًا (134 مترًا مربعًا) في نفس العام. ارتفع الإنتاج بسرعة وبحلول عام 1849، كانت شركة دير وتيت آند غولد تنتج أكثر من 200 محراث في الشهر. تم بناء إضافة من طابقين إلى المصنع مما يسمح بمزيد من الإنتاج.
اشترى دير مصالح تيت وغولد في الشركة في عام 1853 وانضم إليه ابنه تشارلز دير. في ذلك الوقت، كانت الشركة تصنع مجموعة متنوعة من منتجات المعدات الزراعية بالإضافة إلى المحارم، بما في ذلك العربات وزارعي الذرة والمزارعين. في عام 1857، بلغ إجمالي إنتاج الشركة ما يقرب من 1120 تنفيذًا شهريًا. في عام 1858، كان للركود المالي في جميع أنحاء البلاد تأثير سلبي على الشركة. ولمنع الإفلاس، أعيد تنظيم الشركة وباع ديري مصالحه في الأعمال التجارية إلى صهره كريستوفر ويبر وابنه تشارلز ديري الذي كان سيتولى معظم الأدوار الإدارية لوالده. شغل جون ديري منصب رئيس الشركة حتى عام 1886. أعيد تنظيم الشركة مرة أخرى في عام 1868 عندما تم تأسيسها باسم ديري وشركاه. في حين أن الأسهم الأصلية للشركة هم تشارلز دير، ستيفن فيلي، جورج فينتون، وجون دير، تشارلز يدير الشركة بشكل فعال. في عام 1869، بدأ تشارلز في تقديم مراكز التسويق وتجار التجزئة المستقلين لتعزيز مبيعات الشركة في جميع أنحاء البلاد. وفي هذا العام نفسه، فازت شركة ديري وشركاه بـ«أفضل وأكبر عرض للمحراث في متنوعة» في معرض ولاية إلينوي السنوي السابع عشر، الذي فازت به بمبلغ 10 دولارات وميدالية فضية.
بقي التركيز الأساسي على الأجهزة الزراعية ولكن جون ديري أيضا عدد قليل من الدراجات في عقد الموف.

## القرن 20
أدت المنافسة المتزايدة خلال أوائل القرن العشرين من شركة الحصاد الدولية الجديدة إلى توسيع عروضها في مجال التنفيذ ولكن إنتاج جرارات البنزين جاء لتحديد عمليات دير وشركاه خلال القرن العشرين.
في عام 1912، بدأ رئيس شركة ديري وشركاه ويليام بتروورث (صهر تشارلز)، الذي حل محل تشارلز ديري بعد وفاته في عام 1907، توسع الشركة في تجارة الجرارات. جربت شركة دير لفترة وجيزة مع نماذج جرار خاصة بها، كان أنجحها داين جميع العجلات ولكنها قررت في النهاية مواصلة توغلها في أعمال الجرارات من خلال شراء شركة محركات البنزين واترلو في عام 1918، والتي صنعت جرار واترلو (آيوا) الشهير في مرافقها في واترلو بولاية أيوا. واصلت شركة دير لبيع الجرارات تحت اسم واترلو (آيوا) حتى عام 1923 عندما تم تقديم نموذج جون دير D. تواصل الشركة تصنيع نسبة كبيرة من جراراتها في واترلو، أيوا، وهي سلسلة 7R و8R و9R.
أنتجت الشركة أول حصادة لها، جون دير رقم 2، في عام 1927. وبعد مرور عام، أعقب هذا الابتكار تقديم جون دير رقم 1، وهو آلة أصغر حجماً كانت أكثر شعبية لدى العملاء. بحلول عام 1929، تم استبدال رقم 1 و 2 بمحصّرات أحدث وأخف وزنًا. في الثلاثينات من القرن العشرين، بدأ جون ديري ومصنعو المعدات الزراعية الأخرى في تطوير تكنولوجيا الحصاد على التلال. وكان لدى الحصادين الآن القدرة على استخدام الجمع بينهما بفعالية لحصاد الحبوب على سفوح التلال مع تدرج منحدر بنسبة تصل إلى 50٪.
على حلقة من سلسلة قناة السفر صنع في أمريكا التي لمحة دير وشركاه، وقال المضيف جون راتزنبرجر أن الشركة لم تُسَلَد أي معدات من المزارعين الأميركيين خلال فترة الكساد الكبير.
خلال الحرب العالمية الثانية، كان حفيد جون دير، تشارلز دير ويمان، رئيسا للشركة، لكنه قبل لجنة ككولونيل في الجيش الأمريكي. تم التعاقد مع بديل وقبل العودة إلى العمل في الشركة في أواخر عام 1944 أدار ويمان قسم الآلات والمعدات الزراعية في مجلس الإنتاج الحربي. بالإضافة إلى الآلات الزراعية، قام جون ديري بتصنيع الجرارات العسكرية، وناقلات للدبابات إم 3 لي. كما قاموا بتكهن قطع غيار الطائرات والذخيرة ووحدات الغسيل المتنقلة لدعم المجهود الحربي.
في عام 1947، قدم جون دير أول تجمع ذاتي الدفع، نموذج 55. وسرعان ما تبعه نماذج أصغر 40 و 45، ونموذج أكبر 95، وقدم نموذج أكبر 105 في 1960s. في منتصف 1950s، قدم ديري رؤساء الذرة إرفاق، مما يسمح لمنتجي المحاصيل لخفض، قذيفة، والذرة النظيفة في عملية واحدة على نحو سلس.
في عام 1956، اشترى ديري وشركاه خارج الصانع الجرار الألمانية، هاينريش لانز AG (انظر لانز بلدغ).
في 30 أغسطس 1960، تجمع تجار جون دير من جميع أنحاء العالم في دالاس، تكساس، لعرض منتج غير مسبوق. دير يوم في دالاس، كما دعا الحدث، قدم العالم إلى «الجيل الجديد من السلطة»، الشركة الحديثة الأولى أربع أسطوانات والجرارات ست اسطوانات، خلال يوم معبأة مع العروض ذات التكنولوجيا الفائقة، والمظاهرات الحية، وموقف للسيارات كامل من العلامة التجارية الجديدة الخضراء والاصفر الآلات الصفراء. وكان خط الجرارات التي أدخلت في ذلك اليوم خمس سنوات في صنع، والحدث نفسه استغرق أشهر للتخطيط. اختار دير دالاس لاستضافة الحدث جزئيا لأنه كان موطنا لمرافق كبيرة بما يكفي لاستيعاب 6000 ضيف والمعدات التي كانوا جميعا هناك لنرى. كانت قاعة دالاس التذكارية، وكوليس كوليزيوم أرض المعارض في ولاية تكساس، وقطن السلطانية، وموقف سيارات كوتون بول، موقعًا لجزء من الحدث. وخلال هذا الحدث، تم عرض جرار جديد من جون ديري يحمل لوحة اسم مغطاة بالماس ليراه الجميع داخل نيمان ماركوس، وهو متجر شهير مقره دالاس.
ووفقا للمعلومات التي نشرتها الشركة في وقت الحدث، جاء تجار جون دير والموظفين الرئيسيين إلى دالاس عبر «أكبر جسر جوي تجاري من نوعه تم محاولته على الإطلاق». خلال 24 ساعة قبل الحدث، جلبت 16 شركة طيران موظفي ديري وناشير المبيعات من جميع أنحاء الولايات المتحدة وكندا إلى حقل الحب في دالاس. ورحب بيل هيويت، الذي كان آنذاك رئيس مجلس الإدارة والرئيس التنفيذي لشركة ديري وشركاه، بالمتعاملين وعرض الجرارات الجديدة. وقال هيويت للضيوف أنهم كانوا على وشك رؤية «خط من الجرارات الجديدة تماما - حديثة تماما في كل النواحي - مع ميزات المعلقة لا تتكرر في أي صنع آخر من الجرارات.»
منذ دخوله مجال الجرارات في عام 1918، ركز جون دير على آلات الأسطوانتين. الجيل الجديد من السلطة التي أدخلت في يوم دير في دالاس كان مختلفا جدا عن أي شيء ديري قد بنيت من قبل. خط جديد من أربع وست اسطوانات الجرارات، نماذج 1010، 2010، 3010، و 4010، كانت أكثر قوة بكثير من النماذج ديري اسطوانتين، وأيضا أسهل وأكثر راحة للعمل، مع الضوابط في موقع ملائم أفضل رؤية وتحسين تعليق مقعد. وكانت هذه الجرارات الجديدة أيضا أسهل للخدمة.
تم تصنيف 4010 في 80 حصانا في عام 1960، ولكن تم اختبارها في 84 حصانا خلال التجارب الاختبارية، مما يجعلها واحدة من أقوى جرارات المزارع ذات الدفع بالعجلتين في ذلك الوقت. وكان 4010 السلف إلى 4020، والتي تعتبر على نطاق واسع على أنها الجرار الأكثر شعبية من أي وقت مضى التي تنتجها جون ديري، وربما أي مصنع جرار في الولايات المتحدة. على الرغم من أن 4020، التي كانت متاحة مع تحول الطاقة الاختياري في دير، تتمتع بشعبية أكبر، فإن 4010 نقلت جون ديري إلى العصر الحديث لتكنولوجيا الجرارات الزراعية والتصميم بعد تاريخها الناجح لصناعة الجرارات التي كانت تعاني من أواخر الخمسينيات من انخفاض حصتها في السوق بسبب تقنيتها القديمة.
بالإضافة إلى تكنولوجيا المحرك المتقدمة، قدمت جرارات سلسلة "10" العديد من الترقيات الأخرى من الطرازات القديمة ذات الأسطوانتين التي استبدلوها، بما في ذلك نسبة أعلى بكثير من قوة حصان إلى وزن، وهيدروليات متقدمة، ومحطات مشغل أكثر ملاءمة وراحة، والعديد من التحسينات الأخرى. من "10" سلسلة جرارات جون ديري التي أدخلت في عام 1960، وكان 4010 إلى حد بعيد الأكثر شعبية، مع أكثر من 58,000 وحدة تباع من 1960 إلى 1963. ساعد نجاح سلسلة "10" جون ديري الجرارات، بقيادة 4010، دفع جون دير من حصة سوقية 23٪ في عام 1959 إلى 34٪ بحلول عام 1964 عندما تم تقديم 4020، مما يجعلها أكبر مصنع للمعدات الزراعية في الولايات المتحدة.
في عام 1973، قدم دير جرارات «فكرة الصوت» الجديدة، 4030، 4230، 4430، و 4630. في حين أن هذه الجرارات كانت مشابهة ميكانيكيا لجرارات الجيل الجديد التي استبدلت بها، واستخدمت 4230 و4430 و4630 محركًا إزاحة بحجم 404 مكعبة مثل 4020، فقد ظهرت معادن صفائح معاد تصميمها والأهم من ذلك أنها كانت متاحة مع كابينة مشغل اختيارية متكاملة تمامًا أطلق عليها جون دير جسم Sound Gard. هذا الكابينة المعزولة التي شملت هيكل الحماية لفة أكثر كان لها زجاج أمامي مدورة مميزة وجاءت مجهزة الحرارة وتكييف الهواء، فضلا عن مكبرات الصوت لراديو اختياري. كما كان هناك مشغل شريط من 8 مسارات متاحًا كخيار. تم استبدال 5020 من قبل 6030 مشابهة جدا واستمرت في الإنتاج مع التصميم الجيل الجديد حتى عام 1977 عندما تم استبدال جرارات سلسلة 30 من قبل سلسلة دير 'الخيول الحديدية' التي شملت 90 حصان 4040، 110 حصان 4240، 130 حصان 4440، 150 حصان 4640، 180 حصان 4840. و4240، و4440، و4640، و 4840 ظهرت جديدة 466 مكعب بوصة محرك التشريد والتحسينات على الكابينة بما في ذلك مقعد الهيدروليكية اختياري لركوب أكثر سلاسة. كان الجسم غارد الصوت ونقل السلطة التحول المعدات القياسية على 4840.
في عام 1983، قدم ديري 4050، 4250، 4450، 4650، و4850. وكانت هذه الجرارات أساسا نفس الآلات كما الخيول الحديد أنها حلت محلها، ولكن مع ترقيات كبيرة. أنها قدمت جديدة 15 سرعة PowerShift انتقال وكانت متاحة مع اختياري الميكانيكية الدفع بالعجلات الأمامية يضم عمل كاستر للجر أفضل وشعاع تحول أكثر إحكاما. كما أنها ظهرت ترقيات مستحضرات التجميل، بما في ذلك الداخلية سيارة أجرة جديدة البني الفاتح، بدلا من الداخلية السوداء على النماذج السابقة. وتبعت هذه الجرارات من قبل الجرارات سلسلة 55 و 60 سلسلة مماثلة ميكانيكيا قبل أن يتم استبدالها من قبل الجرارات 7000 و 8000 سلسلة سلسلة من تصميم ديري تماما في أوائل 1990.
في عام 1962 إلينوي دليل المصنعين (50th طبعة الذكرى السنوية) جون دير، المدرجة في دير والشركة وادعى قوة عاملة مجموعها 35000، منها 9000 كانت في ولاية إلينوي. يقع مقر الشركة في 1325 افي الثالث في مولين، إلينوي، مع ستة مصانع تقع حول تلك المدينة ومصنع سابع في هووبستون، إلينوي. تم إدراج المصانع الستة في مولين على النحو:
- جون دير حصادة يعمل في 1100–13th افي، شرق مولين، حيث 3000 موظف جعل الممارسات الزراعية.
- جون دير تعمل المعدات الصناعية في 301 افي الثالث، مولين، حيث 500 موظف جعل معدات الأرض المتحركة.
- جون دير وميبل يعمل في شارع 1335-13th، شرق مولين، حيث جعل 600 موظف مصبات الحديد طيعة وإيماءة.
- جون دير زارع يعمل في 501 افي الثالث، مولين، حيث قدم 1000 موظف المنفذات الزراعية.
- جون دير المحراث يعمل في 1225 افي الثالث، مولين، حيث 1100 موظف جعل المنفذ الزراعي.
- جون دير انتشارا يعمل في 1209-13th افي، مولين حيث 800 موظف جعل المنفذ الزراعي.

جون دير فيرميليون يعمل كان موجودا في شمال السادس افي، هووبيستون، إلينوي، حيث تم إدراج 140 موظفا على أنها جعل عمل الحديد وتنفيذ أجزاء. وكان مولين، الذي كان به 42,705 من السكان في عام 1962، يمثل 7000 موظف محلي في جون دير 16٪ من سكان المدينة بأكملهم. في عام 1969، تبع جون دير جرارات الجيل الجديد من الستينيات مع جيل جديد من الدمج. وشملت هذه 3300، و4400، و6600، و7700. وكانت هذه النماذج أيضا أول من يأتي مع كويك تاتش رأس قدرات التركيب والمعدات القياسية. في 1980s، تليها هذه الجمع بين 4420، 6620، 7720، و8820 التي تم تحديثها بشكل أساسي وتحسين إصدارات من النماذج السابقة مع سعة أكبر سيارة أجرة أجمل وأسهل الصيانة والخدمة. تم إيقاف 4420 في عام 1984 واستبداله بـ 4425 يجمع المستوردة من ألمانيا، و 6620، 7720، و 8820 تلقى التحديثات تيتان الثاني. في عام 1989، استبدل ديري 6620 و7720 و8820 بخط جديد من الجمع بين «تكبير» المعاد تصميمه بالكامل وشمل الجمع بين 9400 و9500 و 9600 ووكر. هذه يجمع بين ظهرت الكابينة المثبتة في الوسط، محرك خلفي محمولة، والمزيد من وسائل الراحة في الكابينة. أيضا في عام 1989، تم إدخال دير في قاعة مشاهير المخترعين الوطنية. في عام 1997، احتفل ديري 50 عاما من إنتاج الجمع بين ذاتية الدفع، ونماذج عام 1997 ظهرت شارات الذكرى 50. في عام 1998، تم إدخال 9410 و9510 و9610. وكانت هذه أساسا نفس الآلات، ولكن مع ترقيات طفيفة. قدم تجار Deere ترقيات «10 سلسلة» لأصحاب كبار السن 9000 سلسلة Maximizer يجمع. في عام 1999، قدم ديري سلسلة 50 Maximizer يجمع. ظهرت هذه الآلات ترقيات تجميلية كبيرة بما في ذلك مظهر أكثر تبسيطًا، وتحسين بيئة العمل في الكابينة وربط الرأس على غرار PTO على غرار العمود وكانت النماذج الأكبر متاحة كآلات دوارة كانت خروجًا تامًا عن الدمج الذي بناه دير في الماضي. في أواخر 1970s، وكان رائد الحصاد الدولي يجمع الدوارة مع آلات تدفق محورية وسرعان ما تبعتها الشركات المصنعة الأخرى، ولكن واصلت ديري لبناء ووكر التقليدية فقط يجمع من خلال 1980s و 1990s. في عام 1999، قدم جون ديري نظام فصل واحد-تيني (STS) على الجمع بين 9550 و9650 و9750، مما يمثل خطوة إلى الأمام في التكنولوجيا الجمع الدوارة. يستخدم نظام فصل لمرة واحدة قدرة حصانية أقل ويحسن مناولة المواد.

## القرن 21
اعتبارًا من عام 2018 وظفت شركة ديري وشركاه حوالي 67,000 شخص في جميع أنحاء العالم، نصفهم في الولايات المتحدة وكندا، وهي أكبر شركة آلات زراعية في العالم. في أغسطس 2014، أعلنت الشركة أنها تقوم إلى أجل غير مسمى بتسريح 600 من عمالها في مصانع في إلينوي وأيوا وكانساس بسبب انخفاض الطلب على منتجاتها. داخل الولايات المتحدة، المواقع الرئيسية للشركة هي مركزها الإداري في مولين، إلينوي، ومصانع التصنيع في وسط وجنوب شرق الولايات المتحدة. اعتبارا من عام 2016، تقوم الشركة بتجارب مع جرار مزرعة كهربائية.
وقد استخدم شعار الغزلان القفز من قبل هذه الشركة لأكثر من 155 عاما. على مر السنين، كان الشعار تغييرات طفيفة وإزالة القطع. بعض الشعارات نمط القديمة لديها الغزلان القفز فوق سجل. الشركة تستخدم ألوان شعار مختلف للمنتجات الزراعية مقابل البناء. ويمكن التعرف على المنتجات الزراعية للشركة من خلال ظل مميز من الطلاء الأخضر مع الحدود الداخلية هي اللون الأصفر. في حين أن منتجات البناء يمكن التعرف عليها من قبل الظل الأسود مع الغزلان يجري الأصفر والحدود الداخلية يجري أيضا الأصفر. في سبتمبر 2017، وقعت شركة ديري وشركائها اتفاقية نهائية للحصول على تقنية بلو ريفر، التي يقع مقرها في سانيفال، كاليفورنيا، وهي رائدة في تطبيق التعلم الآلي على الزراعة. وقد صممت بلو ريفر وتتكامل مع تكنولوجيا الرؤية الحاسوبية والتعلم الآلي التي ستمكن المزارعين من الحد من استخدام مبيدات الأعشاب عن طريق الرش فقط في الأماكن التي توجد فيها الأعشاب الضارة، مما يؤدي إلى الاستخدام الأمثل للمدخلات في الزراعة.
في 29 أغسطس 2019، تم الإعلان عن أن صامويل ر. ألن سيتخلى عن منصب الرئيس التنفيذي ورئيس جون ديري. وسيحل محله جون ماي، رئيس قسمي الزراعة والعشب والحلول المتكاملة في جميع أنحاء العالم في نوفمبر 2019.

### استخدام قانون الألفية الرقمية لحق المؤلف لمنع إصلاح المستخدمين
لا يسمح ترخيص جون دير الذي يغطي البرنامج الداخلي على أجهزة التحكم بالجرارات للمستخدمين بتعديل البرنامج. وهذا يمنع الإصلاحات من قبل المزارعين ويخلق احتكارا لتاجري جون دير. يدعي جون دير أن إصلاح المستخدم محظور بموجب قانون حقوق الطبع والنشر الرقمي للألفية من خلال تجاوز إدارة الحقوق الرقمية. وقد انتقدت جماعات من بينها مؤسسة الحدود الإلكترونية هذا النشاط. بعض المزارعين استخدام الإصدارات الأوكرانية من جون ديري البرمجيات للتحايل على القيود المفروضة على إصلاح.

## روابط خارجية
- جون دير على موقع الموسوعة البريطانية (الإنجليزية)